# حكومة الهند
الحكومة الهندية  (GoI)، والمعروفة رسميًا باسم حكومة الاتحاد  هي الحكومة المركزية، التي تأسست بموجب الدستور الهندي، والسلطة الحاكمة ل29 ولاية وسبعة أقاليم تابعة للاتحاد، التي تشكل مجتمعة جمهورية الهند. ويوجد مقرها في نيودلهي عاصمة الهند.
يتم تعيين القوانين المدنية والجنائية الأساسية التي تحكم مواطني الهند، مثل قانون الإجراءات المدنية، قانون العقوبات الهندي، وقانون الإجراءات الجنائية، من خلال سلطة البرلمان التشريعية الكبرى. وتختلف الحكومة المركزية عن حكومات الولايات، التي تتوفر على صلاحيات تنفيذية وتشريعية خاصة بها.
ويستند النظام القانوني المطبق على حكومات الولايات الفردية وكذلك الولايات التابعة لحكومة الاتحاد على القانون الإنجليزي والقانون التشريعي. وتعتبر «نيودلهي» عادة رمز لهذه الحكومة المركزية.

## السلطة التشريعية

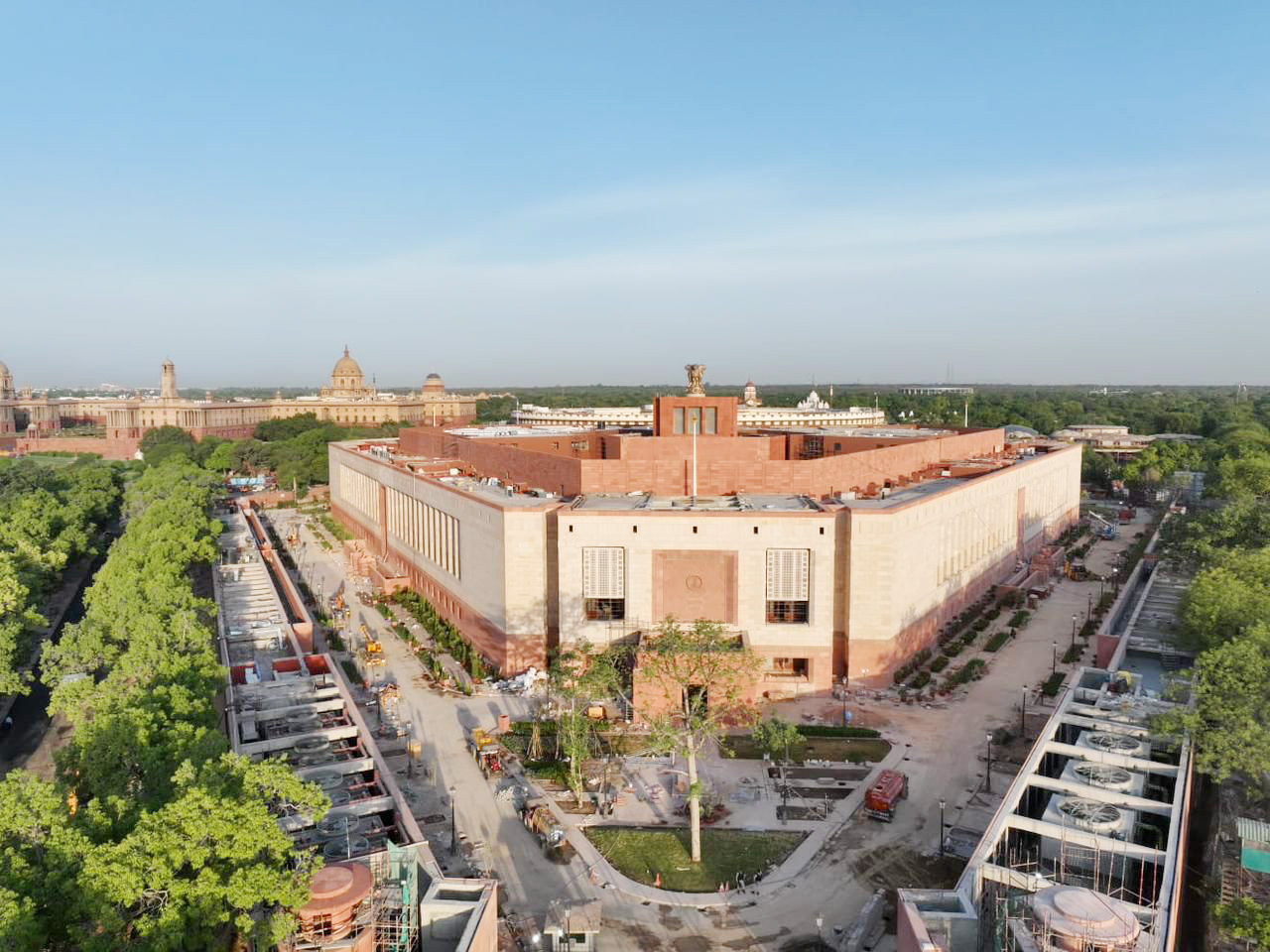
برلمان الهند في الخلفية

يمارس البرلمان السلطة التشريعية في الهند وهيئة تشريعية من مجلسين تتألف من راجيا سابها، ولوك سابها. ومن بين مجلسي البرلمان، يعتبر المجلس الأول مجلس الشيوخ أو مجلس الدول، ويتألف من أعضاء يعينهم الرئيس وينتخبهم مجلس الدولة والمجالس التشريعية الإقليمية. ويعتبر الأخير مجلس النواب أو مجلس الشعب.
وليس للبرلمان سيطرة وسيادة كاملة، لأن قوانينه تخضع للمراجعة القضائية من جانب المحكمة العليا في الهند. بيد أنها تمارس بعض السيطرة على السلطة التنفيذية. ويتم اختيار أعضاء مجلس الوزراء، بمن فيهم رئيس الوزراء ومجلس الوزراء، إما من البرلمان أو المنتخبين هناك في غضون ستة أشهر من توليه منصبه. مجلس الوزراء ككل هو المسؤول عن لوك سابها. لوك سابها هو منزل مؤقت ولا يمكن حله إلا عندما يفقد الحزب في السلطة دعم غالبية المنزل. في حين أن راجيا سابها هو منزل دائم التي لا يمكن حلها على الرغم من أعضاء راجيا سابها الذين يتم انتخابهم لمدة ست سنوات.

## السلطة التنفيذية
والفرع التنفيذي للحكومة هو السلطة الوحيدة والمسؤولية عن الإدارة اليومية للبيروقراطية الحكومية. إن تقسيم السلطة إلى فروع مستقلة للحكومة أمر أساسي للفكرة الجمهورية لفصل السلطات.

### نائب الرئيس
ونائب رئيس الهند في السلطة التنفيذية لحكومة الهند، بعد الرئيس. ويمثل نائب الرئيس الأمة في غياب الرئيس. كما أن نائب الرئيس لديه وظيفة تشريعية للعمل كرئيس لراجيا سابها. [بحاجة لمصدر]

## السلطة القضائية

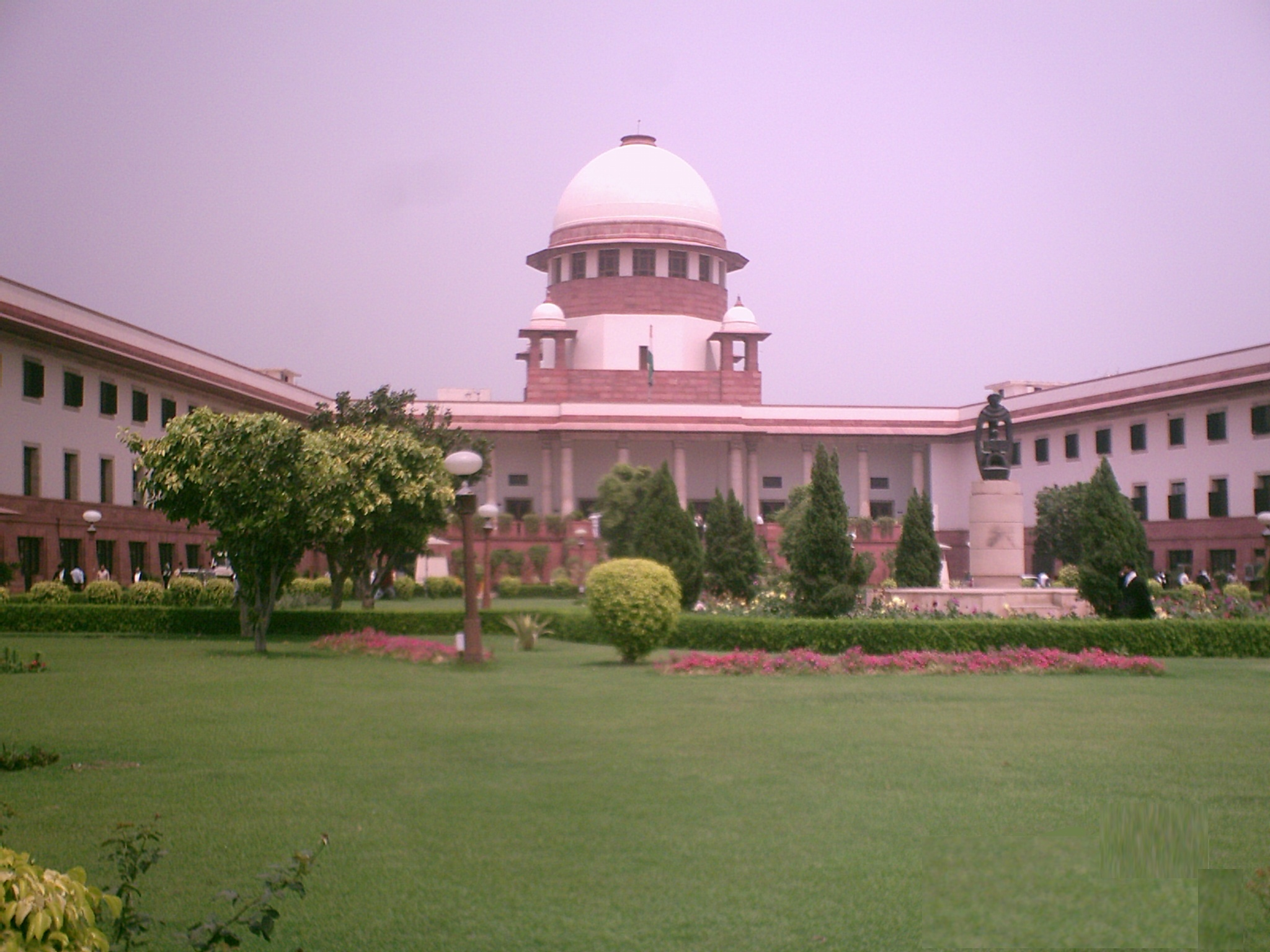
المحكمة العليا في الهند

بدأ النظام القضائي النقابي المستقل في الهند تحت بريطانيا، ومفاهيمه وإجراءاته تشبه تلك التي من البلدان الأنجلوسكسونية. وتتألف المحكمة العليا في الهند من رئيس قضاة و 30 قاضيا معاونا، يعينهم جميعا الرئيس بناء على مشورة رئيس قضاة الهند. ألغيت محاكمات المحلفين في الهند في أوائل الستينيات، بعد القضية الشهيرة كم نانافاتي ضد ولاية ماهاراشترا، لأسباب تعرضها لوسائل الإعلام والضغط العام، فضلا عن تضليلها.
وخلافا لنظيرتها في الولايات المتحدة، فإن نظام العدالة الهندي يتكون من نظام موحد على مستوى الولايات والمستوى الاتحادي. وتتألف السلطة القضائية من المحكمة العليا في الهند، والمحاكم العليا في الهند على مستوى الولايات، ومحاكم المقاطعات ومحاكم الجلسات على مستوى المقاطعات.

### المحكمة العليا
تقع المحكمة العليا في الهند في نيودلهي، منطقة العاصمة الهندية. وللمحكمة العليا في الهند السلطة القضائية الأصلية والاستئنافية والاستشارية. ويمتد اختصاصها الأصلي الحصري إلى أي نزاع بين حكومة الهند وواحد أو أكثر من الولايات، أو بين حكومة الهند وأي دولة أو دولة من جانب واحد وواحد أو أكثر من الدول من جهة أخرى، أو بين دولتين أو أكثر، إذا وبقدر ما ينطوي النزاع على أي مسألة (سواء كانت قانونية أو حقيقة) يعتمد عليها وجود أو مدى حق قانوني.
وبالإضافة إلى ذلك، تنص المادة 32 من الدستور الهندي على ولاية قضائية واسعة النطاق للمحكمة العليا فيما يتعلق بإنفاذ الحقوق الأساسية. ولها سلطة إصدار التوجيهات أو الأوامر أو الأوامر، بما في ذلك الأوامر المتعلقة بطبيعة أمر الإحضار أمام المحكمة، والمادة، والحظر، والضمير، والسند القانوني لإنفاذها. وقد منحت المحكمة العليا سلطة نقل أي قضية مدنية أو جنائية مباشرة من محكمة عليا تابعة للدولة إلى محكمة ثانوية أخرى تابعة للدولة أو من محكمة تابعة لمحكمة عليا أخرى تابعة للدولة ومحكمة عليا.

### دعاوى المصلحة العامة (بيل)
وعلى الرغم من أن الإجراءات القضائية في المحكمة العليا تنشأ عن الحكم أو الأوامر الصادرة عن المحاكم الثانوية، فإن المحكمة العليا قد بدأت في وقت متأخر في تناول المسائل التي تهم عامة الجمهور، ويمكن للمحكمة أن ينقلها أي فرد أو مجموعة من الأشخاص إما عن طريق تقديم عريضة الاستئناف في محضر الإيداع للمحكمة، أو عن طريق توجيه رسالة إلى معالي رئيس المحكمة العليا في الهند تسليط الضوء على مسألة الأهمية العامة لاستدعاء هذا.

## وصلات خارجية
- أخبار الحكومة الهندية
- الحكومة الهندية تقر «نظام تضامن اجتماعي شاملا» في ميزانيتها الجديدة